# بطولة تونس لكرة السلة للرجال 1975–76
بطولة تونس لكرة السلة للرجال 1975–76 هو الموسم رقم 21 من بطولة تونس لكرة السلة للرجال.

فاز بهذا الموسم النجم الرياضي الرادسي.

## روابط خارجية
- الموقع الرسمي للجامعة التونسية لكرة السلة.